# Регенер, Свен
Свен Ре́генер (нем. Sven Regener; род. 1 января 1961, Бремен) — немецкий музыкант, писатель и сценарист. Получил известность как участник группы Element of Crime, а позднее как автор романа «Берлинский блюз» и сценария к его экранизации, а также двум другим романам из трилогии о Лемане — «Южный Нойе-Фар» и «Маленький брат».

## Биография
Регенер вырос в бременских районах Нойе-Фар и Блокдик. Получив аттестат зрелости, учился музыке в Гамбурге и Берлине, но не закончил образования. С 1971 года играл на классической гитаре, с 1976 года — на трубе, с 1985 года — на фортепьяно и электрогитаре. Получив опыт работы в музыкальном коллективе в составе духового оркестра при Коммунистическом союзе Западной Германии, записал свою первую долгоиграющую пластинку с группой Zatopek. В 1985 году в Берлине Регенер собрал собственную группу Element of Crime, в которой он играет на гитаре и трубе и пишет практически все тексты песен.
В 2001 году состоялся литературный дебют Регенера, вышел в свет его первый роман «Господин Леман», описывающий последние дни до падения Берлинской стены глазами Франка Лемана, бармена из Кройцберга. Тираж романа составил более 1 млн экземпляров. Регенер также написал сценарий к экранизации своего романа, снятой Леандером Хаусманом с Кристианом Ульменом в главной роли, и был удостоен за эту сценарную работу золотой статуэтки Deutscher Filmpreis и премии за лучший сценарий, присуждаемой уполномоченным федерального правительства по вопросам культуры и средств массовой информации. В 2004 году был опубликован второй роман Регенера «Южный Нойе-Фар», приквел к «Господину Леману», повествующий о жизни Лемана в Бремене в 1980 году и его службе в бундесвере. 1 сентября 2008 года увидел свет третий и последний том трилогии «Маленький брат», детально описывающий два первых дня 1980 года в Берлине. В декабре 2009 года состоялась театральная постановка «Маленького брата», также ставшая плодом совместной работы Регенера и Хаусмана. В 2010 году состоялась премьера экранизации романа «Южный Нойе-Фар». В 2011 году Свен Регенер опубликовал книгу «Мои годы с Гамбургом-Хайнером», сборник блогов, написанных во время гастролей музыкальной группы. В 2013 году увидел свет роман Регенера «Магическая мистерия, или Возвращение Карла Шмидта». В августе 2012 года Свен Регенер приступил к работе над новым фильмом в сотрудничестве с Леандером Хаусманом — комедией «Нападение акул на озере Мюггельзе», которая вышла на экраны Германии 14 марта 2013 года. Свен Регенер является активным борцом за соблюдение авторских прав.

## Сочинения
- Берлинский блюз (Господин Леман) / Herr Lehmann. Eichborn, Berlin und Frankfurt am Main 2001, ISBN 3-821-80705-9
- Южный Нойе-Фар / Neue Vahr Süd. Eichborn, Berlin und Frankfurt am Main 2004, ISBN 3-821-80743-1
- Angulus Durus. Eichborn, Berlin 2006
- Маленький брат / Der kleine Bruder. Roman, Eichborn Verlag, Berlin 2008, ISBN 978-3-821-80744-7 — Neuausgabe als Taschenbuch: Goldmann Verlag, München 2010, ISBN 978-3-442-47031-0.
- Мои годы с Гамбургом-Хайнером / Meine Jahre mit Hamburg Heiner. Logbücher, Verlag Galiani, Berlin 2011, ISBN 978-3-86971-035-8.
- Магическая мистерия, или Возвращение Карла Шмидта / Magical Mystery oder die Rückkehr des Karl Schmidt. (Roman), Galiani, Berlin 2013, ISBN 978-3-86971-073-0.